# Pagerwojo (Kesamben)
Pagerwojo is een bestuurslaag in het regentschap Blitar van de provincie Oost-Java, Indonesië. Pagerwojo telt 6954 inwoners (volkstelling 2010).